# Autobahnring Hohhot
Der Autobahnring von Hohhot (chinesisch 呼和浩特绕城高速公路, Pinyin Hūhéhàotè ràochéng gāosù gōnglù, englisch Hohhot Ring Expressway), chin. Abk. G5901, ist ein lokaler halbkreisförmiger Autobahnring um die Stadt Hohhot (Huhehaote) im Autonomen Gebiet Innere Mongolei. Er weist eine Länge von 58 km auf und verläuft östlich, südlich und westlich von Hohhot. Im Norden der Stadt verläuft die Autobahn G6.